# Ngựa Charolais

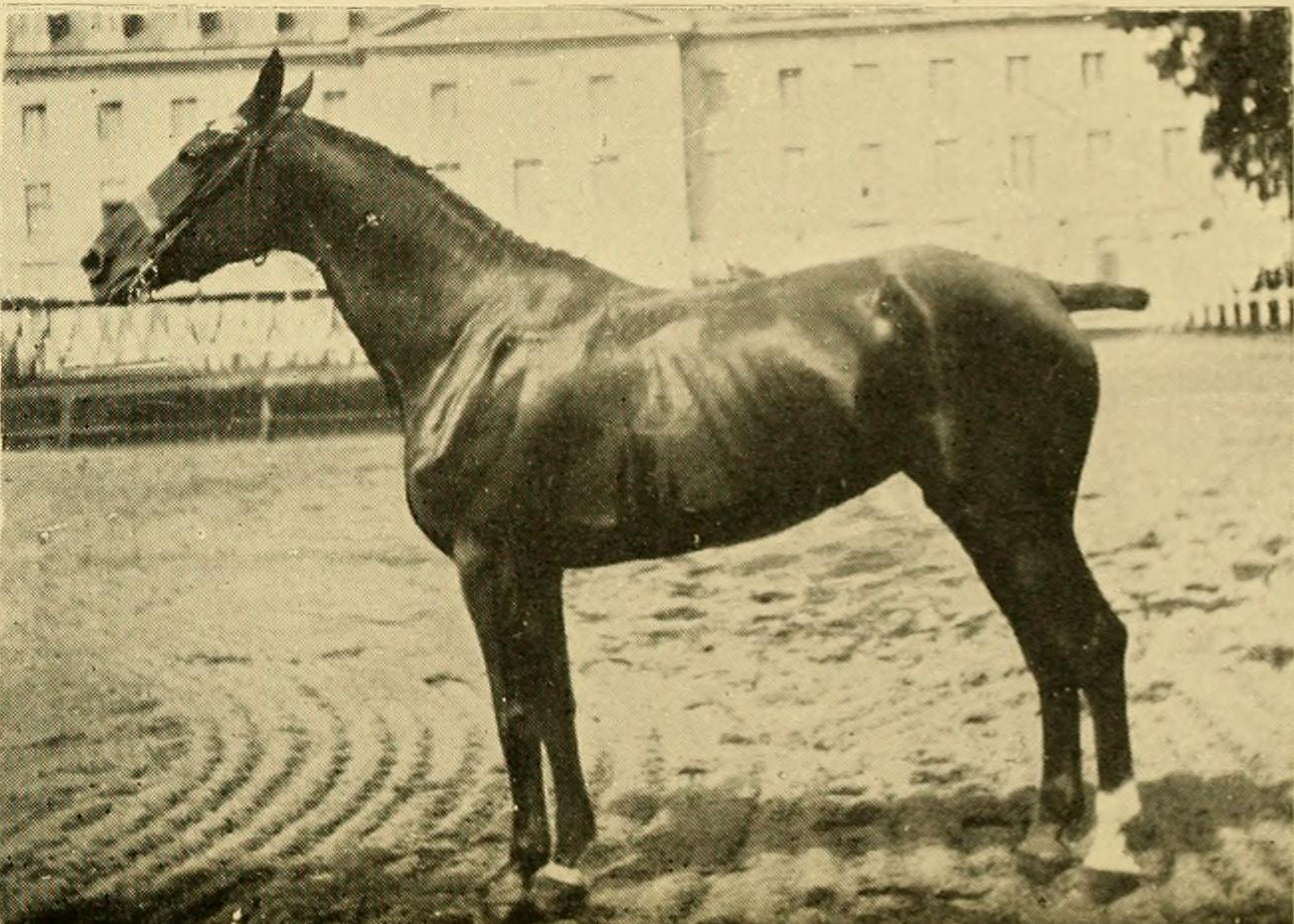
Ngựa Charollais

Ngựa Charolais hay ngựa Charollais là một giống ngựa đã tuyệt chủng của dòng ngựa máu nóng có nguồn gốc từ vùng Charolais của Pháp xung quanh thị trấn Charolles, bây giờ năm trong các bộ phận Saône-et-Loire của Bourgogne-Franche-Comté, ở phía đông miền trung nước Pháp. 

## Tổng quan
Giống như những con ngựa máu nóng khác của Pháp, nó là kết quả của ngựa lai với các giống ngựa nông nghiệp địa phương với các con Ngựa Thuần Chủng Thoroughbred, và được gọi bằng tên của khu vực nơi nó được lai tạo. Ngựa Charolais không bao giờ có một sách chỉ nuôi ngựa giống cụ thể. Ngựa Charolais và giống ngựa máu nóng khác của Pháp đã được hợp nhất vào năm 1958 để tạo ra các sách chỉ nuôi ngựa máu nóng quốc gia cho một giống thống nhất, Ngựa Selle Français.
Ban đầu nó được sử dụng như một con ngựa đa mục đích để cưỡi, kéo xe và nông nghiệp. Trong thời gian cuối thế kỷ 19, máu ngựa Thuần Chủng Thoroughbred bổ sung được thêm và một loại mới xuất hiện mà đã được chủ yếu được sử dụng như một kỵ binh nhẹ. Nó cũng được sử dụng cho những cuộc thi biễu diễn nghệ thuật và chương trình thi nhảy.

## Đặc điểm
Các giống ngựa Charolais là nhỏ, và chặt chẽ nhất về thể chất giống như con ngựa Morvan, một dạng khác của ngựa Pháp đã tuyệt chủng. Các giống có một cái đầu ngắn với đôi tai nhỏ và ngắn, cổ mạnh mẽ gắn liền trên vai. Cơ thể ngắn và tròn, với một mông rộng lớn và chân mạnh mẽ. Chúng thường được coi là nhỏ và không thanh nha. Chúng mạnh mẽ và nhiệt huyết, những con cuối cùng của những đặc điểm đặc biệt như vậy trước những thay đổi giống của thế kỷ thứ 19 và được biết đến với sức kéo của mình.
Ngựa Charolais được đánh giá cao cho dáng đi và độ bền của nó. Nó được biết đến với khả năng của nó như là một con ngựa kỵ binh, và vào năm 1933 được gọi là một con ngựa chiến hoàn hảo. Nó cũng được sử dụng cho thi nghệ thuật và chương trình nhảy, và các thành viên của giống này thi đấu trong các sự kiện quốc tế trong các môn thể thao. Nó được coi là một quan hầu tốt hơn so với các con ngựa Anglo-Norman cũng là một giống ngựa Pháp. 

## Lịch sử
Tổ tiên gốc Landrace của Charolais bao gồm Cheval Bourguignon (ngựa Burgundy), được phát triển từ những con ngựa được nuôi ở vùng Burgundy trong thời Trung cổ. Mặc dù nhỏ, ngựa Burgandy được biết đến với độ bền và sức mạnh. Chúng được dùng để cưỡi và nông nghiệp, và như ngựa huấn luyện viên loại này, kết hợp với các nhóm máu khác, phát triển thành các con ngựa Charolais với những con ngựa lai nữa máu giữa giống bản địa và Thoroughbred Một số nguồn tin thế kỷ 20 đầu thế kỷ 19 và cho rằng máu ngựa Ả rập cũng đã được bổ sung từ những con ngựa bị bắt từ những người hồi giáo Saracens sau trận Poitiers. [
Cho đến giữa thế kỷ 20, Charolais và những giống khác như ngựa Angevin, các con ngựa Charentais, các con ngựa Limousin và ngựa Vendeen, thường được gọi bằng tên của các khu vực mà chúng tồn tại. Như những con ngựa đã không tách theo loại giống, nhưng thay vì về mặt địa lý, không có đặc tính vật lý quan trọng mà phân biệt các con Charolais khác sang loại mà phát triển trước khi đến giữa thế kỷ 19. Ngựa Charolais được nuôi chủ yếu trong những gì bây giờ là bộ phận Saône-et-Loire. Các khu vực của Cluny, Charolles, Blanzy, Paray-le-Monial và Digoin được ưa thích dành cho chăn nuôi, do các loại đất sét đá vôi ủng hộ sự phát triển của cấu trúc xương ngựa.
Loại đa mục đích như Charolais và Morvan đã dần được thay thế có lợi cho nông dân bởi giống ngựa lùn. Các giống ngựa Nivernais nói riêng, được ưa thích bởi nông dân và đe dọa sự tồn tại của Charolais. Như vậy, ngựa nhỏ ban đầu căng thẳng đa mục đích của Charolais nhường chỗ cho một loại nhỏ ngựa kéo xe đã được lai với Thoroughbred thuần chủng và giống lai cho đến khi năm 1850, nó đã trở thành một con ngựa cho mục đích dùng cho kỵ binh. Đó là tư tưởng của một số những người đam mê, tuy nhiên, việc lai chéo này đã làm giảm chất lượng của giống và lỡ nhiều kiểu cũ Charolais, mà đã biến mất do thiếu nhu cầu và sử dụng. 